# Aramón Formigal
 (juillet 2021).
Si vous disposez d'ouvrages ou d'articles de référence ou si vous connaissez des sites web de qualité traitant du thème abordé ici, merci de compléter l'article en donnant les références utiles à sa vérifiabilité et en les liant à la section « Notes et références ».
Aramón Formigal est une station de sports d'hiver des Pyrénées espagnoles située dans la localité de Formigal, de la commune de Sallent de Gállego dans la province aragonaise de Huesca.

## Géographie
Cette station se situe au-dessus de la vallée de Tena. Elle était en 2008 la plus grande station de ski d'Espagne avec 137 km de pistes. 

## Histoire

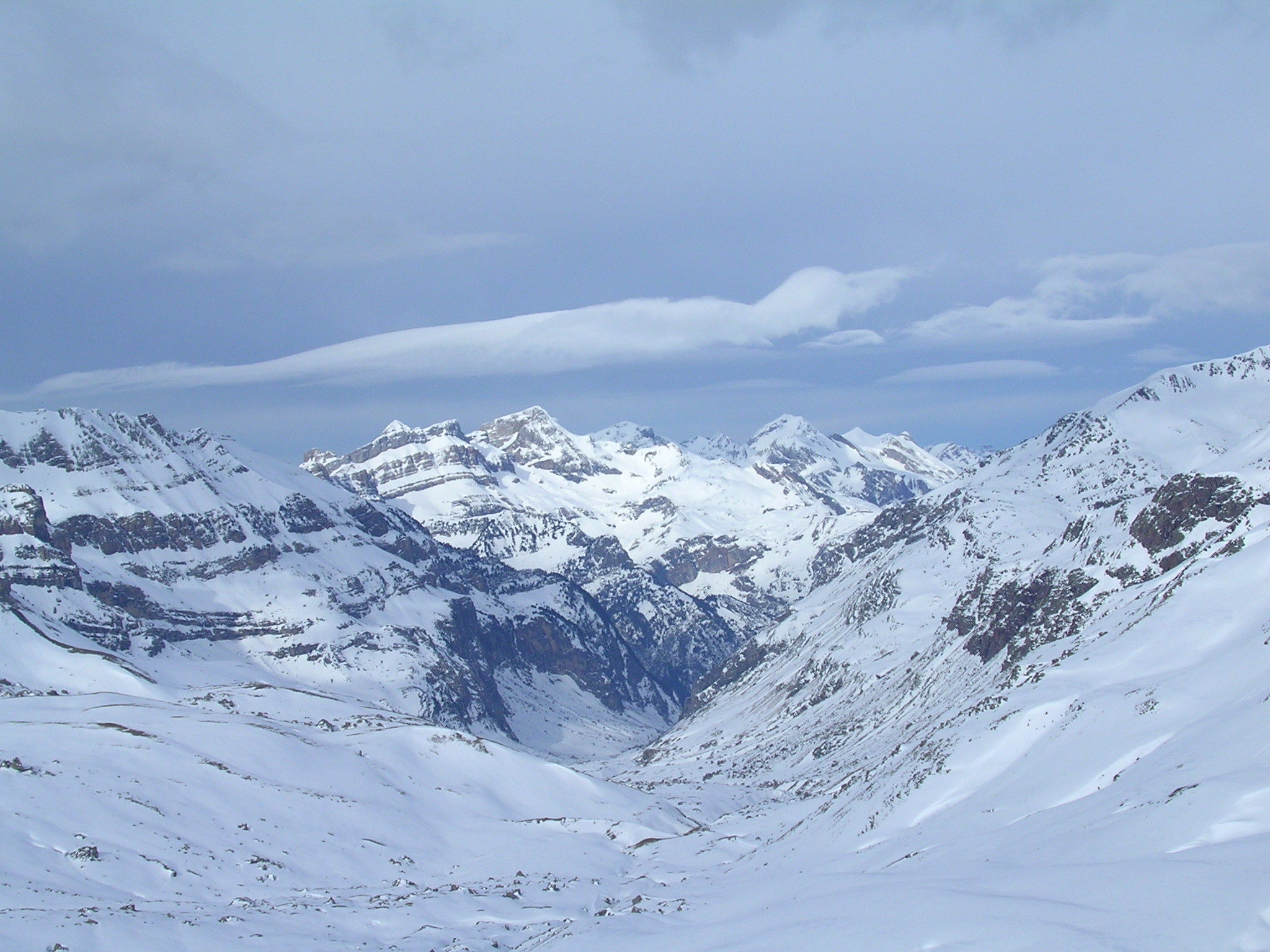
Vallée d'Izas

Le noyau original de la station a été construit autour de la vallée d'Izas, bien que les premières extensions aient été réalisées vers le sud, dans la vallée des « Trois Hommes », ensuite nommée « Crestas ». Les extensions suivantes ont été réalisées au nord, vers la frontière avec la France, ouvrant la station vers l'Anayet en 1997 et le Pourtalet en 2006.
En 2008, un système de prévention des avalanches a été mis en place. Formigal a aussi accueilli les Championnats du monde juniors de ski alpin 2008.

## Infrastructures
Formigal offre les services habituels d'une station de ski avec des remontées (avec une capacité de 36 780 skieurs par heure), une infirmerie, une école de ski, une location de matériel, sans oublier la restauration.
Elle dispose également de trois pistes spéciales appelées Snow Park, Video Slalom et Tubers.
À partir de 2006, des activités d'été sont proposées dans la zone d'Anayet où sont installés un télésiège opérationnel et un parc pour enfants. L'ancienne télécabine a été remplacée par un télésiège.

## Écologie
Bien que le résultat final des travaux de l'été 2007 soient surprenants et n'aient engendré qu'un faible impact sur le paysage, certains groupes écologistes estiment que l'agrandissement de la vallée d'Espelunciecha est à la limite de l'acceptable en termes de conséquences sur l'environnement. D'autre part, des rumeurs d'extension de la station dans la vallée de Roya afin de réaliser une liaison avec la station d'Astún, ainsi que dans la vallée d'Izas afin de se rapprocher de Canfranc et Candanchú font polémique. Si ce projet devait voir le jour, il donnerait naissance à un domaine skiable de taille comparable aux plus grands domaines alpins.

## Cyclisme
La station fut à l'arrivée de plusieurs étapes de la Vuelta. Lors de la 15e étape du Tour d'Espagne 2016, sur un parcours de 118,5 km reliant Sabiñánigo à Aramón Formigal , Gianluca Brambilla s'imposait au sommet devant Nairo Quintana, ce dernier prenait de l’avance sur son dauphin Christopher Froome, piégé en début d’étape par une échappée imprévue créée par Alberto Contador. La montée fut classée en première catégorie.
Une nouvelle arrivée fut organisée sur la 6e étape du Tour d'Espagne 2020. Sur une route détrempée, c'est Ion Izagirre qui remportait l'étape tandis que Richard Carapaz dépossédait Primož Roglič du maillot rouge. Il faut noter qu'initialement l'étape devait être jugée au col du Tourmalet mais le passage en France fut annulé en raison des mesures contre la pandémie de COVID-19.